# Droga krajowa 36

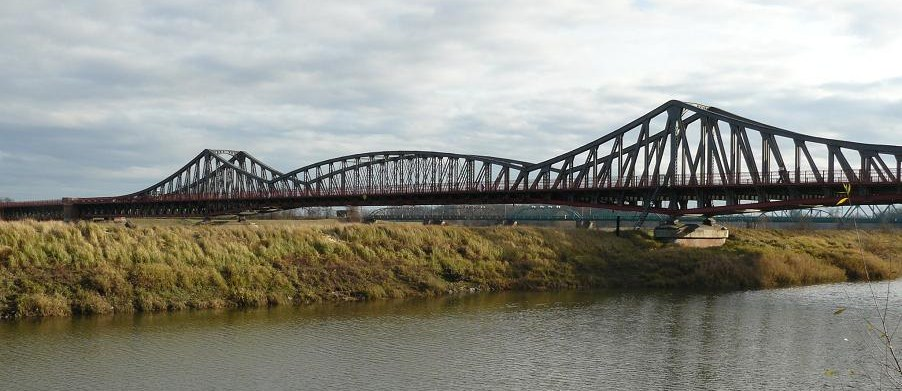
Oderbrücken in Ścinawa

Die Droga krajowa 36 (DK36) ist eine Landesstraße in Polen. Sie zweigt in Ostrów Wielkopolski von der DK 11 in westlicher Richtung ab und verläuft über Krotoszyn und Rawicz, wo sie die Droga ekspresowa S5 kreuzt, in südwestlicher Richtung über Ścinawa (Steinau an der Oder), wo die Oder auf einer Brücke überquert wird, nach Lubin (Lüben). Hier berührt sie die ehemalige DK 3 und knickt scharf nach Südosten ab, bis sie in Prochowice (Parchwitz) auf die DK94 stößt, an der sie endet. Das Teilstück von Lubin bis Prochowice war von 1934 bis 1945 Teil der deutschen Reichsstraße 5.
Die Länge der Straße beträgt rund 143 Kilometer.

## Wichtige Ortschaften an der Strecke
Woiwodschaft Großpolen (województwo wielkopolskie):
- Ostrów Wielkopolski (DK11)
- Krotoszyn (DK15)
- Kobylin
- Rawicz (DK5, Europastraße 261)

Woiwodschaft Niederschlesien (województwo dolnośląskie):
- Wąsosz (Herrnstadt)
- Ścinawa (Steinau an der Oder)
- Lubin (Lüben) (DK3)
- Prochowice (Parchwitz) (DK94)